# أرييراديس (كيركيرا)
أرييراديس (Αργυράδες) هي مدينة في كيركيرا في مقاطعة كينتريكي إلادا في اليونان.
يبلغ عدد سكانها حوالي 1254   نسمة.